# توماس إدوين روس
توماس إدوين روس هو فلاح وسياسي كندي، ولد في 11 مايو 1873 في أورو-ميدونت في كندا، وتوفي في 19 يناير 1951. حزبياً، نشط في Progressive Party of Canada ‏. وقد انتخب عضو مجلس العموم الكندي.